# Вулиця Гавена (Севастополь)
Вулиця Гавена (крим. Gavena soqaq) — вулиця в Гагарінському районі Севастополя, в мікрорайоні Стрілецька бухта. Знаходиться між проїздом Героїв підводників та пляжем «Сонячний».
Названа на честь радянського діяча Юрія Гавена.
На вулиці знаходиться міська Бібліотека № 7 та парк Анни Ахматової.

## Історія
Вулиця виникла 1954 році і спочатку називалася Херсонеською.
У 1969 році була перейменована на честь революціонера Юрія Гавена.
З 1993 року вулиця є місцем  протистояння між забудовниками та місцевими жителями. Тоді рішенням Міськради було виділено 40 соток фактично прибудинкової території під будівництво житла. В окремі періоди конфлікт переростав у силову фазу.
У березні 2011 року на вулиці планувалося відкриття анотаційної дошки Юрію Гавену. Вранці 4 березня біля будинку 14а зібралася група ініціаторів, а також противників встановлення анотаційної дошки, «Громадського комітету «Український Севастополь», Севастопольською міської організації товариства «Просвіта» й інших громадські організації. Після чого встановлення дошки було відкладено.
У липні 2013 року, коли мешканці навколишніх будинків вступили у нерівний бій із робітниками, що розпочали встановлення будівельного паркану. Не обійшлося без постраждалих, натомість прокуратура та ДАБК перевірили законність документів забудовника, після чого будівництво зупинили.